# Riserva naturale dei Monti Rognosi
La riserva naturale dei Monti Rognosi è un'area naturale protetta situata nel comune di Anghiari, in provincia di Arezzo istituita nel 1998.
Occupa una superficie di 156,00 ha nella provincia di Arezzo.
È ricompresa all'interno del sito di interesse comunitario "Monti Rognosi", di 948 ha.

## Flora
L'area della riserva ospita numerose specie vegetali arboree, arbustive ed erbacee. La natura aspra del territorio montano, la presenza frequente di rocce affioranti e pendii scoscesi determinano formazioni arboree spesso rade del genere Pinus e raramente Cedrus. Non a caso furono scelte queste essenze arboree durante la prima metà del '900 per riforestare queste zone che spesso risultavano spoglie o a gariga. Le specie più comuni sono Pinus pinaster e Pinus nigra che dimostrano una estrema adattabilità al terreno arido, tanto da essere ormai naturalizzate occupando gran parte del territorio. Sotto le estese pinete, nelle zone più diradate vegeta Erica arborea favorita dal locale clima arido e terreno acido. Possono essere rinvenute altre specie arbustive come Calluna vulgaris, Spartium junceum, Cytisus scoparius, Juniperus communis o anche Fraxinus ornus che, date le condizioni estreme, non riesce a svilupparsi in altezza. Sono inoltre presenti Stipa, Helichrysum italicum e Daphne. Nelle zone più umide, dove il terreno si fa più ricco di humus e profondo (fondovalle o nelle zone meno acclivi) la vegetazione si arricchisce in angiosperme tipiche della vegetazione mesofila, o comunque collinare dell'Antiappennino toscano, quali Quercus robur e Quercus pubescens principalmente, Ostrya carpinifolia, Fraxinus excelsior e Fraxinus ornus. Più rare sono le essenze arboree come Quercus cerris, Sorbus domestica, Acer campestre, Castanea sativa (molto coltivata nelle zone vicine come Caprese Michelangelo e Anghiari). Come arbusti o rampicanti vegetano principalmente Crataegus monogyna, Rubus spp. ed Hedera helix. Nel fondovalle si sviluppa una vegetazione tipicamente fluviale e igrofila lungo le sponde del fiume Sovara appartenenti alla famiglia delle Salicaceae come il genere Pupulus e Salix molto comuni, Cornus mas, Cornus sanguinea, Alnus glutinosa, Corylus avellana, Ailanthus altissima (infestante), Sambucus nigra. 